# Benedetto Castelli

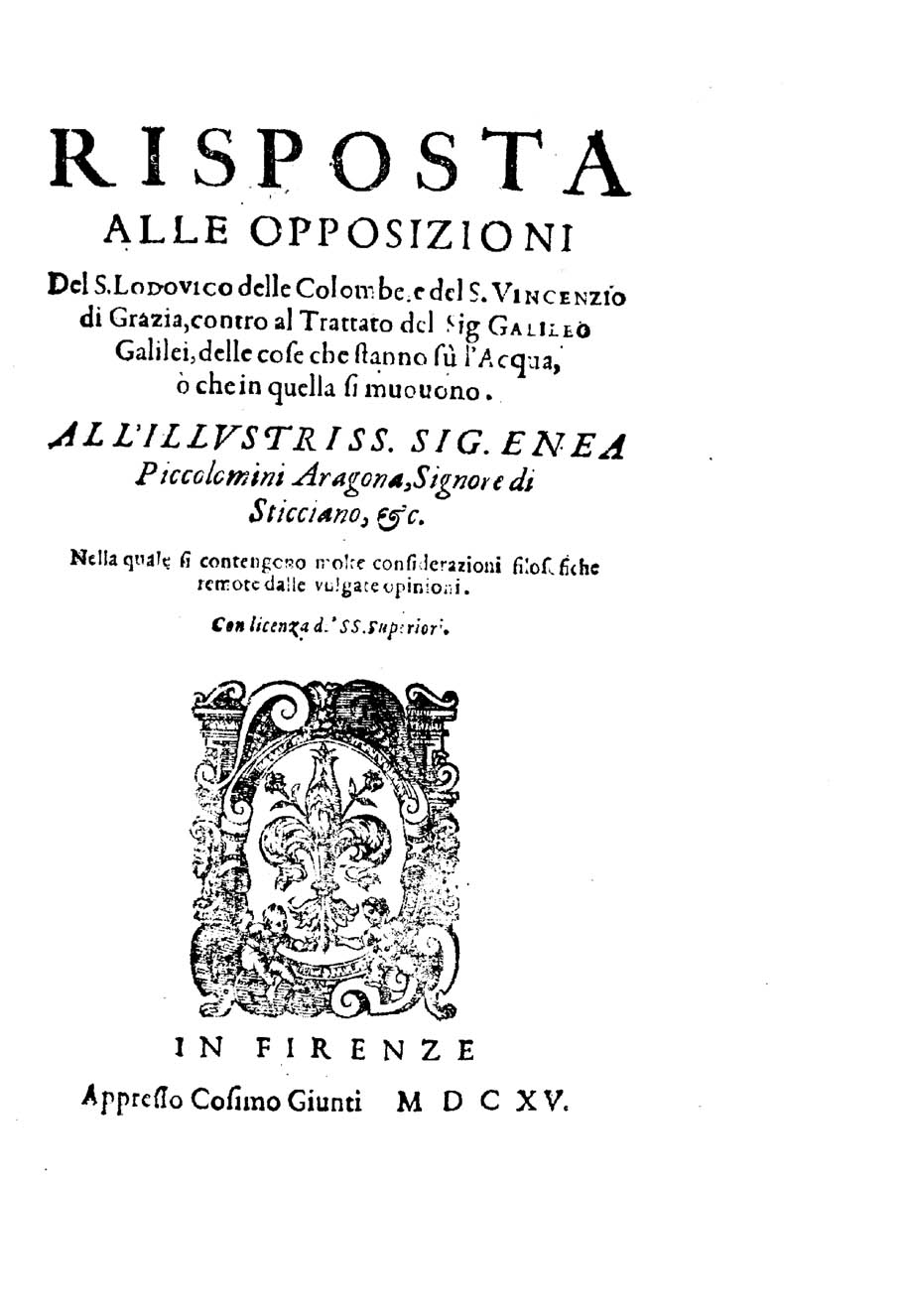
A Risposta alle opposizioni 1615-ös címlapja

Benedetto Castelli (Brescia, 1577. május 25. – Róma, 1644. április 9.) itáliai matematikus.
Húszéves korában belépett a Szent Benedek-rendbe. Az ismert csillagász, Galileo Galilei tanítványa volt, később a neves Pisai Egyetem tanára lett.

## Nevezetes munkái
- Della misura dell' acque correnti (Róma 1628–1629)
- Dimostrazioni geometriche della misura dell' acque correnti (ib. id.)